# Pseudanos gracilis
Pseudanos gracilis és una espècie de peix de la família dels anostòmids i de l'ordre dels caraciformes.

## Morfologia
- Els mascles poden assolir 18 cm de llargària total.[5][6]

## Hàbitat
Viu en zones de clima tropical entre 24 °C - 26 °C de temperatura.

## Distribució geogràfica
Es troba a Sud-amèrica: conques dels rius  Negro i Orinoco.